# 루스 클리퍼드
루스 클리퍼드(영어: Ruth Clifford, 1900년 2월 17일 ~ 1998년 11월 30일)는 미국의 배우이다.

## 영화
- 아이드 래더 비 리치 (1964년)
- 투 로드 투게더 (1961년)
- 회색 양복을 입은 사나이 (1956년)
- 피터라 불리는 사나이 (1955년)
- 웨곤 마스터 (1950년)
- 선셋 대로 (1950년)
- 거짓 편지 (1948년)
- 쓰리 가드파더 (1948년)
- 아일랜드의 운수 (1948년)
- 인 더 민타임, 다링 (1944년)
- 스워니 리버 (1939년)
- 포맨 앤 프레어 (1938년)
- 스탠드 업 앤 치어! (1934년)
- 쇼 오브 쇼 (1929년)
- 버터플라이 (1924년)